# 巴拉塞 (阿列日省)
巴拉塞（法語：Balacet，法語發音：[balasɛ]）是法国阿列日省的一个市镇，属于圣日龙区。

## 地理
巴拉塞（42°53'2"N, 0°58'53"E）面积2.12 平方千米，位于法国奧克西塔尼大區阿列日省，该省份为法国西南部内陆省份，西部和北部与上加龙省接壤，东临奥德省，东南至东比利牛斯省接壤，南与安道尔和西班牙接壤。
与巴拉塞接壤的市镇（或旧市镇、城区）包括：博纳克-伊拉赞、萨尔桑、阿尔然。
巴拉塞的时区为UTC+01:00、UTC+02:00（夏令时）。

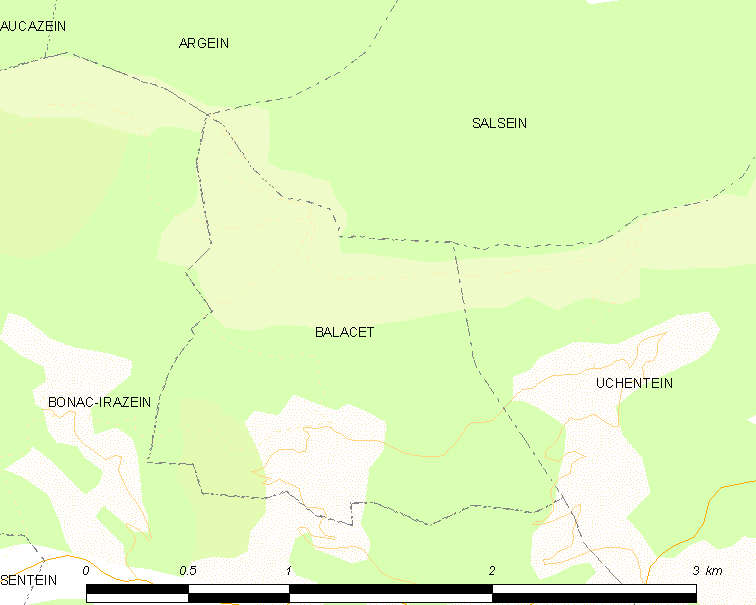
巴拉塞的OSM定位图

## 行政
巴拉塞的邮政编码为09800，INSEE市镇编码为09034。

## 政治
巴拉塞所属的省级选区为库斯朗西县。

## 人口

1962-2008年间巴拉塞人口变化图示

巴拉塞于2022年1月1日时的人口数量为47人。